# Trigonopterus sarinoi
Trigonopterus sarinoi – gatunek chrząszcza z rodziny ryjkowcowatych i podrodziny krytoryjków.

## Taksonomia
Gatunek ten opisany został po raz pierwszy w 2021 roku przez Radena P. Narakusumo i Alexandra Riedela na łamach „ZooKeys”. Jako miejsce typowe wskazano górę Torompupu w miejscowości Nami w Kolagi w kabupatenie Sigi w indonezyjskiej prowincji Celebes Środkowy.

## Morfologia
Chrząszcz o ciele długości 2,4 mm, wysklepionym, w zarysie prawie jajowatym z wyraźnym przewężeniem między przedpleczem a pokrywami, ubarwionym czarno z rdzawymi czułkami i nasadami pokryw oraz ciemnordzawymi odnóżami. Ryjek samca zaopatrzony jest w listewkę środkową i parę listewek przyśrodkowych. Epistom jest słabo widoczny. Powierzchnia przedplecza oprócz jest gęsto punktowana. Pokrywy mają nieregularne, małe punktowanie i niewyraźne rzędy. Listewki przednio-brzuszne na udach środkowej i tylnej pary są karbowane i zakończone małym ząbkiem. Tylna para odnóży ma na udach piłkowaną krawędź grzbietowo-tylną oraz przedwierzchołkową łatkę strydulacyjną, a na goleniach piłkowaną krawędź grzbietową. Genitalia samca mają prącie o bokach rozbieżnych, a szczycie pozbawionym szczecinek, wyposażonym w niemal kanciastą wypustkę środkową. Aparat przenoszący jest biczykowaty i poskręcany, u podstawy wsparty lirowatym sklerytem, a przewód wytryskowy ma bulbus słabo widoczny.

## Ekologia i występowanie
Ryjkowiec ten zasiedla górskie lasy. Spotykany jest na rzędnych 800 m n.p.m. Bytuje w ściółce.
Owad orientalny, endemiczny dla Celebesu, znany z dwóch stanowisk w prowincji Celebes Środkowy.